# نوبة رصد الذيل
نوبة الرصد هي واحدة من النوبات الأندلسية الأحد عشر التي لا زالت محفوظة وتؤدى من طرف الفرق الموسيقية الأندلسية في دول المغرب الكبير، خاصة المغرب والجزائر وتونس وليبيا. نوبة رصد الذيل معروفة بكونها نوبة العاشق والولهان، والموسيقى المنطلقة منها تعبًر عن التهلل والشجن. تقليديا، تعزف نوبة رصد الذيل في الليل.

## تاريخ وطبوع نوبة الرصد
حسب محمد الحايك، جامع النوبات الأندلسية في كناشه، فإن «رصد الذيل هو فرع من الذيل استنبطه محمد بن الحارث وهو الذي استنبط نغمة الرصد».
من طبيعة طبع رصد الذيل أنه يجلب الهدوء والاستسلام والصبر والنوم حتى قيل عنه: «إذا طال عليك الليل فعليك برصد الذيل».

## ميازين نوبة رصد الذيل
تشتمل نوبة رصد الذيل على خمسة ميازين، وهي:
- ميزان بسيط رصد الذيل
- ميزان قائم ونصف رصد الذيل
- ميزان ابطايحي رصد الذيل
- ميزان درج رصد الذيل
- ميزان قدام رصد الذيل

## وصلات خارجية
- الأشعار الكاملة لنوبة رصد الذيل